# Ampuero
Ampuero est une commune d’Espagne, dans la communauté autonome de Cantabrie. Cette localité a diverses activités de plein air telles que la pêche à la truite et au saumon et une gastronomie exquise. 